# SN 2000ex
SN 2000ex – supernowa typu II odkryta 26 listopada 2000 roku w galaktyce M-05-09-22. W momencie odkrycia miała maksymalną jasność 17,60m.